# مرقد يحيى (طهران)
مرقد يحيى (بالفارسية: امامزاده یحیی) هو مرقد شيعي تاريخي يعود إلى 895 هجري، ويقع في طهران.